# Anfiarau
Anfiarau (em grego clássico: Αμφιάραος; romaniz.: Amphiáraos) era um adivinho da corte de Argos, casado com Erifila, irmã do rei Adrasto.
Anfiarau era filho de Ecleu, filho de Antifates, filho do adivinho Melampo.
Ele se casou com Erifila, filha de Talau e Lisímaca.
Sabedor de que a guerra que o cunhado pretendia mover contra Tebas (os Sete contra Tebas) redundaria em sua própria morte, tentou dissuadi-lo, em vão, por meio de Erifila.
Morreu quando seu carro foi tragado num abismo aberto por Zeus, durante a guerra.